# Roli Pereira de Sa
Roli Dimitri Pereira de Sa (Mantes-la-Jolie, 10 dicembre 1996) è un calciatore francese, centrocampista svincolato.

## Biografia
Nato a Mantes-la-Jolie, Pereira de Sa ha origini angolane e congolesi (della Repubblica Democratica del Congo).

## Carriera

### Club

#### Paris Saint-Germain
Pereira è entrato a far parte del settore giovanile del Paris Saint-Germain nel 2011. Nel gennaio 2016 è stato girato in prestito al Paris FC per l'intera stagione Ha esordito in Ligue 2 con la sua nuova squadra il 29 gennaio 2016 nell'incontro con il Brest. Il 31 agosto 2016 viene ceduto in prestito al Tours. Ha fatto ritorno al PSG il 1º gennaio 2017.

#### Nantes e Sochaux
Messosi in mostra in N2 con la formazione di riserva del Paris Saint-Germain, l'8 agosto 2017 viene acquistato dal Nantes, con cui sottoscrive un contratto quadriennale.
Inizialmente aggregato al Nantes 2 in N3, il 4 dicembre 2019 debutta in Ligue 1 al Parco dei Principi contro il Paris Saint-Germain (sconfitta per 2-0).
Dovendosi accontentare di alcune presenze durante il mandato di Christian Gourcuff, prima di scomparire completamente dai piani della prima squadra durante dopo l'arrivo di Raymond Domenech, è stato sotto l'egida di Antoine Kombouaré che si è davvero affermato a Nantes.
Dopo aver aiutato da comprimario la squadra a salvarsi dalla retrocessione nella stagione 2020-2021, in quella successivamente diventa un titolare inamovibile.
L'ottimo momento di forma viene interrotto da un infortunio che lo ha tenuto fuori dal campo fino al febbraio 2022.
Tornato a giocare, contribuisce al nono posto in campionato dei jaune et vert e alla vittoria della  Coppa di Francia.
Rimasto svincolato dopo tre stagioni con i canarini, nel giugno 2022, si trasferisce a titolo definitivo allo Sochaux, firmando un contratto triennale. Il 13 agosto debutta in Ligue 2 con la nuova maglia in occasione della gara persa per 0-1 contro l'Amiens.

### Nazionale
Ha giocato in tutte le nazionali giovanili francesi comprese tra l'Under-16 e l'Under-20.

## Statistiche

### Presenze e reti nei club
Statistiche aggiornate al 23 aprile 2025.
| Stagione        | Squadra         | Campionato      | Campionato | Campionato | Coppe nazionali | Coppe nazionali | Coppe nazionali | Coppe continentali | Coppe continentali | Coppe continentali | Altre coppe | Altre coppe | Altre coppe | Totale | Totale |
| Stagione        | Squadra         | Comp            | Pres       | Reti       | Comp            | Pres            | Reti            | Comp               | Pres               | Reti               | Comp        | Pres        | Reti        | Pres   | Reti   |
| --------------- | --------------- | --------------- | ---------- | ---------- | --------------- | --------------- | --------------- | ------------------ | ------------------ | ------------------ | ----------- | ----------- | ----------- | ------ | ------ |
| 2019-2020       | Nantes          | L1              | 1          | 0          | CF+CdL          | 0+1             | 0               |                    | -                  | -                  |             | -           | -           | 2      | 0      |
| 2020-2021       | Nantes          | L1              | 6+1        | 0          | CF              | 0               | 0               |                    | -                  | -                  |             | -           | -           | 6      | 0      |
| 2021-2022       | Nantes          | L1              | 17         | 0          | CF              | 4               | 0               |                    | -                  | -                  |             | -           | -           | 21     | 0      |
| Totale Nantes   | Totale Nantes   | Totale Nantes   | 24+1       | 0          |                 | 5               | 0               |                    | -                  | -                  |             | -           | -           | 30     | 0      |
| 2022-2023       | Sochaux         | L2              | 15         | 0          | CF              | 1               | 0               |                    | -                  | -                  |             | -           | -           | 16     | 0      |
| 2023-2024       | Sochaux         | N               | 23         | 1          | CF              | 5               | 0               |                    | -                  | -                  |             | -           | -           | 28     | 1      |
| 2024-apr. 2025  | Sochaux         | N               | 7          | 1          | CF              | 1               | 0               |                    | -                  | -                  |             | -           | -           | 8      | 1      |
| Totale Sochaux  | Totale Sochaux  | Totale Sochaux  | 45         | 2          |                 | 7               | 0               |                    | -                  | -                  |             | -           | -           | 52     | 2      |
| Totale carriera | Totale carriera | Totale carriera | 70         | 2          |                 | 12              | 0               |                    | -                  | -                  |             | -           | -           | 82     | 2      |

## Palmarès

### Club

#### Competizioni nazionali
- Coppa di Francia: 1

Nantes: 2021-2022